# Provence Rugby
Provence Rugby es un equipo de rugby francés, de la ciudad de Aix-en-Provence, situada en la región de Provenza, que actualmente milita en el Pro D2, segunda categoría del rugby francés.

## Historia

### 1970-2001: Aix Rugby Club
El club fue fundado en 1970 con el nombre de Aix Rugby Club (ARC). Como el dinero escasea, se pide a cada jugador que done una camiseta, pero viendo el arcoíris que resulta de esta iniciativa, alguien sugiere teñirlas todas de negro. Este será el color del club.
La ARC jugó por primera vez en series regionales y alcanzó la tercera División Nacional en 1979. Tras un breve paso por las categorías inferiores (1983-84), el club regresó a la Tercera División y nunca más descendió a la categoría regional. Ganó su primer título nacional (3 división) en 1986 y ascendió a la segunda división. Después de algunos altibajos entre las dos divisiones, el club se estabilizó en D2 (Nacional 2) y llegó a la final en 1998.

### 2001-2015: Pays d'Aix Rugby Club
En 2001, con el ascenso a la Fédérale 1 (perdió la final de la Fédérale 2 ), el proyecto deportivo se aceleró con la ambición de acceder a la Pro D2. El club se convierte en el Pays d'Aix Rugby Club (PARC). El club se convirtió en una sociedad anónima deportiva profesional (SASP) en 2003. Jugó tres temporadas en la Fédérale 1, ganando el título en 2004. El sueño de Pro D2 se hace realidad.
Desgraciadamente, aprender a ser profesional fue difícil y, dos temporadas después de su ascenso, el club volvió a descender a la Fédérale 1.
En 2010, tras una temporada difícil y unas decisiones técnicas arriesgadas, el PARC volvió a descender a la Fédérale 1 desde el punto de vista deportivo, pero encontró una nueva oportunidad en la Pro D2, debido al descenso de Montauban por razones financieras. Al año siguiente, tras un buen fichaje, el equipo mantuvo su posición deportiva y acabó en el undécimo lugar del campeonato con 63 puntos. En la temporada 2011/2012, después de un comienzo espectacular, el equipo perdió ritmo durante el invierno y finalmente terminó en el undécimo lugar con 63 puntos.
La temporada 2012-2013 de Pro D2 estará marcada por una piedra negra para el PARC, que terminó decimoquinto entre dieciséis en la temporada regular, y por lo tanto está condenado al descenso a la Fédérale 1 con el ascendido Massy.
Para la temporada 2013-2014, PARC, ahora en la Fédérale 1, está haciendo todo lo posible para ascender a Pro D2 lo más rápido posible. Durante la temporada 2014-2015, PARC ganó el Campeonato Federal Francés 1 y, por lo tanto, ascendió a Pro D2.

### Desde 2015: Provence Rugby
Para la nueva temporada 2015-2016 en Pro D2, el PARC está experimentando una evolución en términos de su identidad. El club pasa a llamarse Provence Rugby, el logotipo está adornado con la mención Aix Marseille, destacando la apertura del club de Aix-en-Provence hacia la metrópoli de Aix-Marsella y la región de Provenza. El nuevo nombre fue confirmado por la FFR el 5 septembre 2015. Provence Rugby ha descendido a la Fédérale 1 para la temporada 2016-2017, tras su último puesto en Pro D2.
El equipo terminó el campeonato Federal 1 2016-2017 en 5 lugar del grupo 1, pero fracasó en la semifinal de ascenso contra el futuro ganador USON Nevers Rugby, que por lo tanto se unió al primer lugar en la fase regular en RC Massy en Pro D2 para el siguiente temporada.
Durante la temporada baja, el club registró una afluencia significativa : Christian Califano se incorpora al equipo de Aix como director de desarrollo para aportar toda su experiencia y beneficiarse de sus relaciones; lo que confirma las nuevas y ambiciosas intenciones del equipo provenzal.
El club regresó así a la Fédérale 1 en 2017-2018 y logró su objetivo inicial de ascenso directo a Pro D2. :de hecho, el 7 avril 2018, aprovechando la sorprendente derrota en casa de su subcampeón, el SC Albi, contra el Rouen (10-27) sin siquiera llevarse el punto bonus defensivo, el Provence Rugby se aseguró 1 lugar del grupo 1 antes de jugar Su último partido de rugby fuera de casa contra el Valence Romans Drôme. De esta forma, el club provenzal valida matemáticamente su ascenso directo a Pro D2 al final de la temporada. El equipo finalmente cerró su temporada con una victoria final en Valencia (15-24) para acabar con 68 puntos en la clasificación final, 8 más que su segundo, el US Bressane.
Ante el ascenso del club a Pro D2 en 2018, Christian Califano dejó su puesto como director de desarrollo porque se volvió incompatible con su rol como consultor en Eurosport, donde presentó un programa sobre este campeonato.
En marzo de 2021, el club fichó a un nuevo entrenador en la persona del argentino Mauricio Reggiardo. En 2022, el club terminó en el séptimo lugar de la Pro D2 2021-22 al final de la temporada regular y no se clasificó para los play-offs. En 2023, Provence Rugby terminó octavo en la Pro D2 2022-23.

#### Ganador de la temporada regular de Pro D2 en 2024
En 2023-2024, el club se reforzará con las llegadas del internacional galés Tomas Francis (Exeter Chiefs), Jimmy Gopperth (Leicester Tigers) y Jean-Charles Orioli (FC Grenoble). Líder de la fase regular, el Provence perdió en semifinales en casa contra el FC Grenoble.

## Imagen e identidad

### Colores y camisetas
En el momento de su fundación, el club adoptó las camisetas del Aix Rugby Club (amarilla y negra) y del ASA (roja y amarilla, los colores de la ciudad de Aix-en-Provence). Para reutilizar este material dispar, el club tiñó todo de negro, que se convirtió así en el color definitivo del club.

### Logo
En 2012, cuando cambió su logotipo, Pays d'Aix RC añadió la palabra Provence Rugby bajo su nombre principal. Con su cambio de identidad en juin 2015, presenta un nuevo logotipo para Provence Rugby, el nuevo nombre del club, acompañado de la mención Aix Marseille y una rama de olivo. La mención geográfica desaparece seis años después.